# Cerkiew św. Jana Aliturgetos w Nesebyrze
Cerkiew św. Jana Aliturgetos w Nesebyrze – zrujnowana zabytkowa prawosławna cerkiew w bułgarskim mieście Nesebyr.
Cerkiew stoi u szczytu wysokich schodów, które pierwotnie tworzyły antyczny teatr, poniżej nich są Brama Portowa, ruiny bizantyńskich fortyfikacji i nieczynny port.

## Architektura
Cerkiew o wymiarach 18,50 na 10,25 metra została zbudowana w XIII lub XIV wieku w stylu ozdobnym, z białych bloków kamienia układanych naprzemiennie z czerwonymi cegłami i jest najwyrazistszym w mieście przykładem tego stylu budowy.
Oprócz zastosowanych materiałów budowlanych, zewnętrzne ściany cerkwi ozdobione zostały dodatkowo licznymi detalami architektonicznymi, takimi jak fryz lombardzki, kamienne konsole, blankowane ceglane gzymsy, słońca, krzyże, figury szachowe, warkocze z monogramami, liście akantu, ptaki, lwy i gryfy. Ściany budowli ozdobiono freskami, natomiast biało-czerwono-zieloną marmurową podłogę pokryto mozaiką o geometrycznym wzorze. W kruchcie cerkwi odkryto grobowiec, prawdopodobnie fundatora budowli.

## Nazwa
Jej nazwa pochodzi od greckiego słowa aliturgetos (αλειτούργητος), które oznacza obiekt niepoświęcony. Zgodnie z miejską legendą jeden z jej budowniczych zginął na budowie na skutek nieszczęśliwego wypadku, a ówczesne prawo kanoniczne zabraniało używania jako świątyń miejsc, w których zginął człowiek, w związku z czym nigdy nie odbyło się w niej nabożeństwo. Według legendy została zniszczona przez oddziały łacińskiego (katolickiego) księcia Amadeusza Sabaudzkiego w połowie XIV wieku, a po najeździe osmańskim (tureckim) i rozpoczęciu tureckiej okupacji pod koniec tego samego stulecia nie było możliwości naprawy cerkwi. 

## Zniszczenie i restauracja
Budowla została poważnie zniszczona przez trzęsienie ziemi w 1913 r., w efekcie którego runęła południowa i zachodnia część cerkwi. W latach 30. i 70. przeprowadzono szeroko zakrojone prace renowacyjne. Do dziś w dobrym stanie zachowane zostały mury świątyni, bez sklepień.